# Едвін Клебс

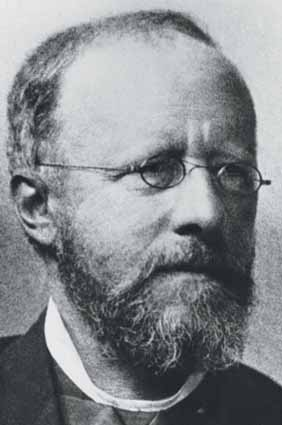
Едвін Клебс у молоді роки

Едвін Клебс (нім. Edwin Klebs; 6 лютого 1834, Кенігсберг — 23 жовтня 1913 Берн) — німецький бактеріолог і патологоанатом.

## Біографія
У 1857 році став доктором медицини. З 1861 року асистент Вірхова; з 1866 року — професор послідовно в Берні, в Вюрцбургі, в Празі, а з 1882 року — в Цюриху. Видане їм в 2-х частинах керівництво по його предмету перекладене багатьма іноземними мовами. Клебс відомий тим, що вперше виділив бактерію Corynebacterium diphtheriae — збудника дифтерії (1884, спільно з Фрідріхом Леффлером).

## Творчість
Твори Клебса: «Beiträge zur pathol. Anatomie der Schusswunden» (1872); «Studien über die Verbreitung des Kretinismus in Österreich» (1877); «Beiträge zur Geschwulstlehre» (1877); «Ueber die Umgestaltung der medizin. Anschauungen in den letzten drei Jahrzenten» (1877); «Die Allgemeine Pathologie» (1887—1889); «Die Behandlung der Tuberkulose mit Tuberkulocidin» (1892); «Kausale Behandlung der Diphtheritis» (1893).